# Madison (hrabstwo Somerset)
Madison – jednostka osadnicza w Stanach Zjednoczonych, w stanie Maine, w hrabstwie Somerset.